# Mezihoří (Vřesina)
Mezihoří je nápadný vrchol u Sanatoria Klimkovice v Hýlově. Nachází se v poli na území obce Vřesina v okrese Ostrava-město v Moravskoslezském kraji v Horním Slezsku. Má nadmořskou výšku 383 m n. m. a patří do východního výběžku pohoří Vítkovská vrchovina. Vrchol nabízí výhled na Ostravu.

## Další informace

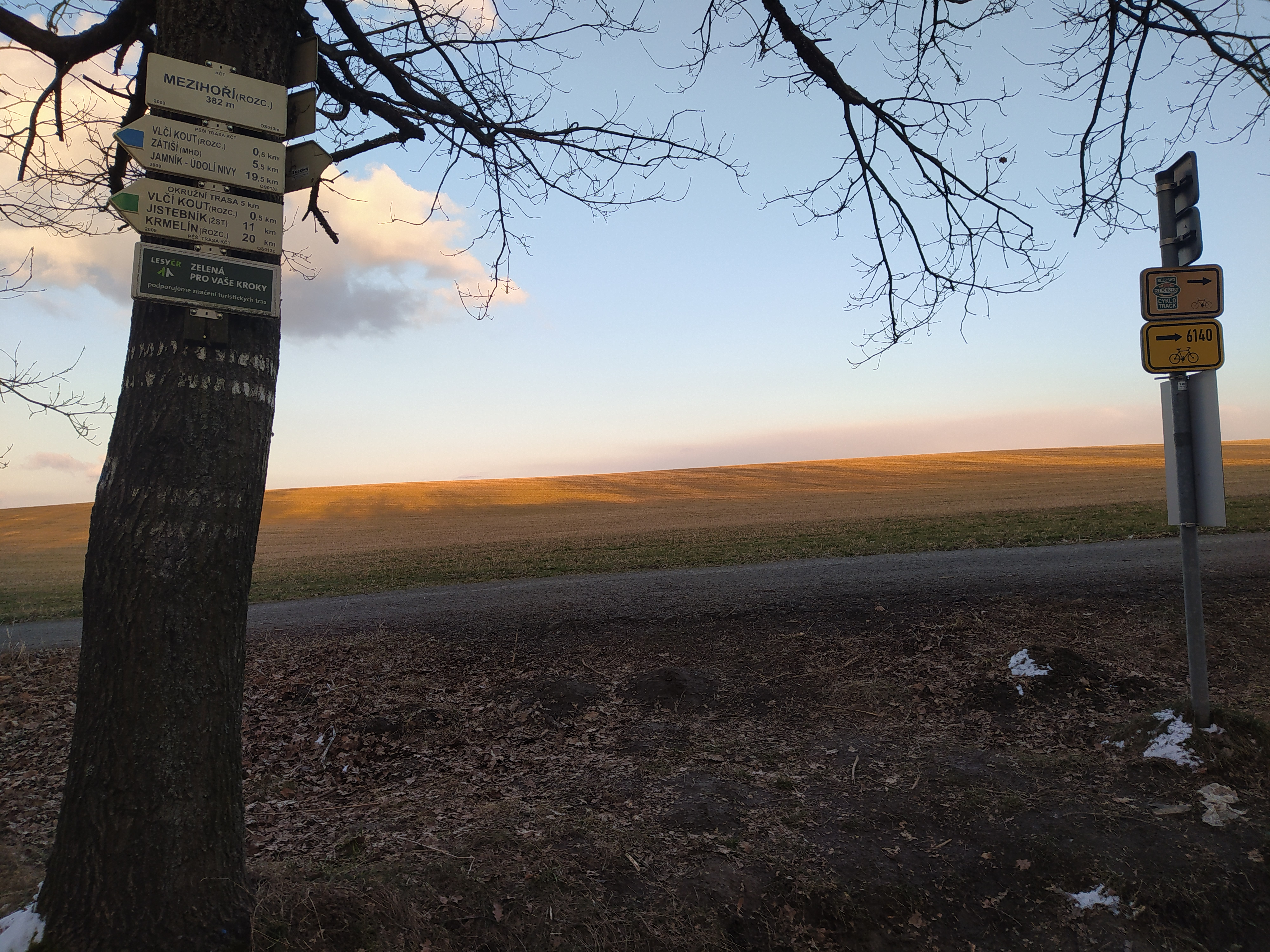
Turistický rozcestník Mezihoří pod vrcholem Mezihoří

Pod kopcem je strmé údolí, kterým protéká potok Polančice. Poblíž vrcholu, jižním směrem, se nachází bezbariérový Lesní park Klimkovice.
Na vrchol kopce nevede žádná stezka, avšak blízko pod vrcholem vedou turistické stezky stýkající se u turistického rozcestníku Mezihoří.
Severovýchodním směrem ve vzdálenosti cca 275 m se nachází studánka V Pekelném dole.
Východní úpatí kopce Mezihoří je hranicí Přírodního parku Oderské vrchy.

Vrch Mezihoří je na některých mapách chybně uveden jako Mezník.

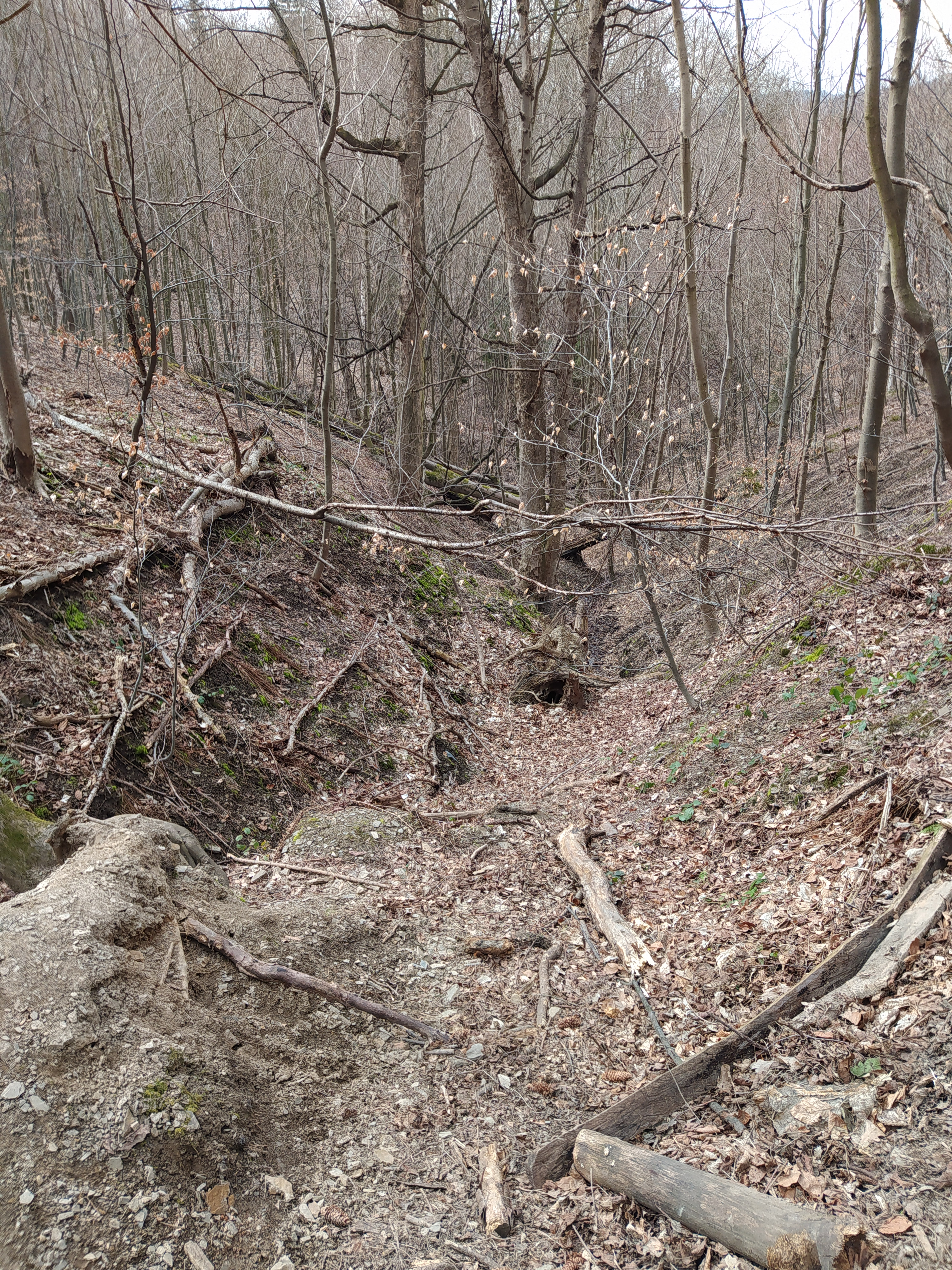
"Divoké" okolí studánky V Pekelném dole